# 巴格里尼夫齊
49°18′9″N 27°55′57″E / 49.30250°N 27.93250°E
巴格里尼夫齊（烏克蘭語：Багринівці），是烏克蘭的村落，位於該國西南部文尼察州，由文尼察區負責管轄，始建於1430年，面積7.76平方公里，海拔高度310米，2001年人口1,948，人口密度每平方公里2,683.2人。